# Bob Swaim
Robert Frank "Bob" Swaim, Jr. (ur. 2 listopada 1943 w Evanston) – amerykański reżyser scenarzysta i producent filmowy, laureat Césara 1983 za najlepszy film Równowaga (1982)